# Медиальная крыловидная мышца
Медиальная крыловидная мышца (лат. musculus pterygoideus medialis) располагается в подвисочной ямке. Она начинается от крыловидного отростка клиновидной кости и, направляясь вниз кнаружи, прикрепляется на внутренней поверхности угла нижней челюсти. Функция мышцы заключается в поднимании нижней челюсти и смещении её в сторону.